# 团结就是力量 (歌曲)
《团结就是力量》由牧虹作词、卢肃作曲，創作於1943年，是中国人民解放军軍歌之一。

## 创作
《团结就是力量》产生在1943年6月晋察冀边区平山县黄泥区的一个小村子。据当时《团结就是力量》创作组成员周巍峙回忆：“那时敌后（注：指抗日战争时期的敌后战场）正处于战斗最紧张、最残酷，生活最艰苦的“黎明前的黑暗”的最困难时期。为了反对日寇到边区抢粮，实行“抢光、杀光、烧光”的疯狂政策，西北战地服务团深入到河北平山和山西繁峙的广大农村参加斗争。平山队由我和卢肃同志负责。我们白天工作，晚上参加当地的减租减息斗争。为了配合这场斗争，牧虹和卢肃同志一起在三四天左右时间里，突击创作了小型歌剧《团结就是力量》。在这个剧的排练过程中，大家觉得剧情还可以，就是感到结束得有些突然，缺乏终止感。综合大家建议，决定由牧虹同志写词，卢肃同志谱曲，为该剧增加一个幕终曲，于是《团结就是力量》这首经典名曲，就这样诞生了。”。
这个小歌剧演出后影响很大，主题歌《团结就是力量》立即在全边区广泛流传，并且鼓舞了国统区、边区和沦陷区人民的斗志。該曲後來在北平（現北京）、重慶等地的學生中流傳，学生们在国统区举行游行示威时他们高唱这首歌。這首歌一直傳唱至今。2009年入選中宣部推荐100首爱国歌曲第16首。

## 对外影响
此曲自1950年代起传入越南人民军、老挝人民军和缅甸人民军，成为此三支同为共产党领导的军队普遍传唱的军歌。

## 纪念
2021年2月7日，中共中央总书记、国家主席、中央军委主席习近平给河北省平山县西柏坡镇北庄村全体党员回信，向乡亲们致以新春的祝福。其中提出“《团结就是力量》从你们那里唱响，成了亿万人民广为传唱的一首革命歌曲。”

## 外部連結
- 《團結就是力量》簡體（页面存档备份，存于）和繁體（页面存档备份，存于）的歌詞，新華網，2010年9月3日